# 凉州户镇
凉州户镇，是中华人民共和国新疆维吾尔自治区昌吉回族自治州玛纳斯县下辖的一个乡镇级行政单位。

## 行政区划
凉州户镇下辖以下地区：
九和社区、西凉州村、庄浪户村、东凉州村、太阳庙村、吕家庄村、丰益工村、新渠村、黑梁村和五圣宫村。